# Flächenträgheitsmoment
Das Flächenträgheitsmoment, auch als Flächenmoment 2. Grades bezeichnet, ist eine in der Festigkeitslehre verwendete, aus dem Querschnitt eines Trägers abgeleitete geometrische Größe, die zu dessen Verformungs- und Spannungsberechnung bei Biege- und Torsionsbeanspruchung eingeführt wurde. Neben dem Flächenträgheitsmoment entscheiden Belastung und Werkstoffeigenschaften wie der Elastizitätsmodul über die resultierende Dehnung und Verwindung des Trägers.
Mit Hilfe des Flächenträgheitsmomentes werden auch diejenigen Belastungen berechnet, deren Überschreiten zum Knicken von Stäben oder Beulen von Schalen führt.
Das Flächenträgheitsmoment darf nicht mit dem (Massen-)Trägheitsmoment verwechselt werden, das die Trägheit eines rotierenden Körpers gegenüber einer Winkelbeschleunigung charakterisiert.

## Arten

Symmetrische und asymmetrische Querschnitte von Trägern, die beispielsweise als einseitig eingespannte Kragträger auf Biegung (Balken, Abb. 1 und 2), auf Biegung und Torsion (Winkelprofil, Abb. 3) oder nur auf Torsion (Rohr, Abb. 4) beansprucht werden.

### Axiales Flächenträgheitsmoment
Mit dem axialen Flächenträgheitsmoment Ia wird die Querschnitts-Abhängigkeit der Verbiegung eines Balkens unter Belastung zusammenfassend beschrieben. Die Verbiegung und die im Querschnitt entstehenden inneren Spannungen sind umso kleiner, je größer das axiale Flächenträgheitsmoment ist. Das wesentlichste Maß im Querschnitt ist dabei die Ausdehnung in Richtung der angreifenden Kraft. Im nebenstehenden Bild ist dargestellt, dass eine vertikale Last einen Balken weniger verbiegt, wenn er hochkant anstatt flach angeordnet ist (Vergleich zwischen den Teilbildern 1 und 2).

### Polares Flächenträgheitsmoment
Mit dem polaren Flächenträgheitsmoment Ip wird das Flächenträgheitsmoment einer Fläche um einen zu definierenden Punkt (meist ihr Schwerpunkt) beschrieben. Das wesentlichste Maß im Querschnitt ist dabei die radiale Ausdehnung (R im Teilbild 4 der nebenstehenden Abbildung). Nur bei kreisförmigen Flächen stimmt das polare Flächenträgheitsmoment mit dem Torsionsträgheitsmoment {\displaystyle I_{\mathrm {P} }=I_{\mathrm {T} }={\frac {r^{4}\cdot \pi }{2}}} überein. Für andere Geometrien der Fläche lässt sich das Torsionsträgheitsmoment meist nur numerisch berechnen.

### Biaxiales Flächenträgheitsmoment
Das biaxiale Flächenträgheitsmoment, auch als Flächendeviationsmoment oder Flächenzentrifugalmoment bezeichnet, wird benutzt zur Berechnung der Verformung und der Spannungen
- bei belasteten asymmetrischen Profilen (Teilbild 3 in nebenstehender Abbildung)
- bei asymmetrischer Belastung symmetrischer (oder beliebiger) Profile.

Das Flächendeviationsmoment bzw. Flächenzentrifugalmoment (Einheit m4) darf nicht mit dem (Massen-)Deviationsmoment bzw. (Massen-)Zentrifugalmoment verwechselt werden (Einheit kg·m²).

## Berechnung

### Einheiten
Flächenträgheitsmomente haben die Dimension der vierten Potenz einer Länge (L4). Ihre Werte werden daher in der SI-Einheit m4 angegeben. SI-Präfixe werden in Form von mm4 oder cm4 genutzt, um handliche Zahlenangaben zu erhalten. Im angloamerikanischen Maßsystem erfolgt die Angabe in der Einheit in4.

### Axiales Flächenträgheitsmoment
Die axialen Flächenträgheitsmomente lassen sich durch diese Integrale berechnen:
{\displaystyle I_{y}=\int _{A}z^{2}\ \mathrm {d} A}
- {\displaystyle z} ist der vertikale Abstand der y-Achse zum Flächenelement {\displaystyle \mathrm {d} A}

{\displaystyle I_{z}=\int _{A}y^{2}\ \mathrm {d} A}
- {\displaystyle y} ist der horizontale Abstand der z-Achse zum Flächenelement {\displaystyle \mathrm {d} A}

Beide Größen können nur positive Werte annehmen.

### Polares Flächenträgheitsmoment
Das polare Flächenträgheitsmoment setzt sich aus den beiden Flächenträgheitsmomenten {\displaystyle I_{y}} und {\displaystyle I_{z}} zusammen:
{\displaystyle I_{\mathrm {P} }={\int _{A}r^{2}\ \mathrm {d} A}=I_{y}+I_{z}}

### Biaxiales Flächenträgheitsmoment
Das biaxiale Flächenträgheitsmoment wird durch diese Gleichung beschrieben:
{\displaystyle I_{zy}=I_{yz}=-\int _{A}zy\ \mathrm {d} A}
Diese auch Deviations- oder Zentrifugalmoment genannte Größe ist gleich Null, wenn die y-Achse oder die z-Achse eine Symmetrieachse des Querschnitts ist. Die zugehörigen Flächenträgheitsmomente heißen dann Hauptträgheitsmomente, sie nehmen in diesem Falle extremale Werte an. Im Gegensatz zu den axialen und zum polaren Flächenträgheitsmoment kann diese Größe sowohl positive als auch negative Werte annehmen. Neben dieser Definition mit negativem Vorzeichen wird je nach Literatur auch eine Definition mit positivem Vorzeichen verwendet, dies ist in allen Formeln, die das Deviationsmoment verwenden, zu berücksichtigen.

### Satz von Steiner
Alle hier genannten Flächenträgheitsmomente werden auf einen speziellen Punkt, nämlich den Flächenschwerpunkt (Flächenmittelpunkt), bezogen. Für alle anderen Punkte können die Flächenträgheitsmomente mit dem Steinerschen Satz berechnet werden.
Der 1840 von Jakob Steiner aufgestellte Satz besagt, dass sich das Flächenträgheitsmoment einer beliebigen Querschnittsfläche zusammensetzt aus den Flächenträgheitsmomenten in den Flächenmittelpunkten der einzelnen Teilflächen und dem Produkt aus dem Quadrat des Abstandes z von Schwerachse-Gesamtfläche zu Schwerachse-Teilfläche und Teilfläche A.
Ein Anwendungsbeispiel ist die I-Form. Die Flächenträgheitsmomente der drei rechteckigen Teilflächen, nämlich der beiden horizontalen Flansche und des vertikalen Stegs, lassen sich über die unten angegebenen Formeln bestimmen und für die vertikale z-Achse zu {\displaystyle I_{zz}^{*}} einfach summieren, denn alle Schwerpunkte der Teilflächen liegen auf der gemeinsamen Schwerachse z der Gesamtfläche. Das Flächenträgheitsmoment {\displaystyle I_{yy}^{*}} bezüglich der y-Achse setzt sich ebenfalls aus den drei Summanden plus dem Steiner’schen Anteil der beiden Flansche zusammen.
{\displaystyle I_{yy}^{*}=I_{yy}+z_{s}^{2}\cdot A}
{\displaystyle I_{zz}^{*}=I_{zz}+y_{s}^{2}\cdot A}
{\displaystyle I_{yz}^{*}=I_{zy}^{*}=I_{yz}-y_{s}z_{s}\cdot A}
Die Formeln sind nur gültig, wenn auf der rechten Seite der Gleichung die Flächenträgheitsmomente stehen, die sich auf ein
Koordinatensystem im Flächenmittelpunkt beziehen, während die Flächenträgheitsmomente auf der linken Seite für ein beliebiges (dazu parallel liegendes) Koordinatensystem gelten.

### Flächenträgheitsmoment für beliebige Polygone
Trägheitsmomente beliebiger geschlossener Polygone können mit folgenden Formeln berechnet werden, wenn die Punkte gegen den Uhrzeigersinn eingegeben werden. Die Trägheitsmomente beziehen sich auf den Koordinatenursprung. Das Vorzeichen des Deviationsmoments {\displaystyle I_{yz}} ist konform zu den Formeln zur Koordinatentransformation. Das Polygon hat n-1 Punkte und beginnt mit Punkt 1 und endet mit Punkt n, welcher identisch Punkt 1 ist. Der Punkt i hat also die Koordinaten {\displaystyle (y_{i},z_{i})}.
{\displaystyle I_{yy}={\frac {1}{12}}\sum _{i=1}^{n-1}(z_{i}^{2}+z_{i}z_{i+1}+z_{i+1}^{2})\cdot a_{i}\,}
{\displaystyle I_{zz}={\frac {1}{12}}\sum _{i=1}^{n-1}(y_{i}^{2}+y_{i}y_{i+1}+y_{i+1}^{2})\cdot a_{i}\,}
{\displaystyle I_{yz}=-{\frac {1}{24}}\sum _{i=1}^{n-1}(y_{i}z_{i+1}+2y_{i}z_{i}+2y_{i+1}z_{i+1}+y_{i+1}z_{i})\cdot a_{i}\,}
{\displaystyle a_{i}=y_{i}z_{i+1}-y_{i+1}z_{i}\,}
Die Formeln wurden durch Anwendung der Gaußschen Trapezformel hergeleitet.

### Hauptträgheitsmomente und verdrehte Trägheitsmomente
{\displaystyle I_{\eta \eta }={\frac {1}{2}}(I_{yy}+I_{zz})+{\frac {1}{2}}(I_{yy}-I_{zz})\cdot \cos(2\cdot \phi )+I_{yz}\sin(2\cdot \phi )},
{\displaystyle I_{\xi \xi }={\frac {1}{2}}(I_{yy}+I_{zz})-{\frac {1}{2}}(I_{yy}-I_{zz})\cdot \cos(2\cdot \phi )-I_{yz}\sin(2\cdot \phi )},
{\displaystyle I_{\eta \xi }=-{\frac {1}{2}}(I_{yy}-I_{zz})\cdot \sin(2\cdot \phi )+I_{yz}\cdot \cos(2\cdot \phi )},
Winkel zur Hauptträgheitsachse:
{\displaystyle \phi ^{*}={\frac {1}{2}}\cdot \arctan {\frac {-2\cdot I_{yz}}{(I_{yy}-I_{zz})}}}
Mit Hilfe dieser Formeln kann man die zugehörigen Trägheitsmomente einer Fläche berechnen, wenn die Koordinatenachsen der Fläche um einen beliebigen Winkel {\displaystyle \phi } verdreht werden. Bei Drehung um den Winkel {\displaystyle \phi ^{*}} werden {\displaystyle I_{\eta \eta }} und {\displaystyle I_{\xi \xi }} extremal und {\displaystyle I_{\eta \xi }=0}. Bezugsachsen, die durch den Winkel {\displaystyle \phi ^{*}} beschrieben werden, nennt man Hauptträgheitsachsen.
Da in früheren Jahren noch keine zuverlässigen Rechenmaschinen zur Verfügung standen, wurde ein grafisches Verfahren von Christian Otto Mohr angegeben. Der Mohrsche Trägheitskreis ist noch in vielen Lehrbüchern über die Technische Mechanik zu finden. Eine praktische Anwendung finden die verdrehten Flächenträgheitsmomente bei der Berechnung von Spannungen, wenn bei der Biegung das belastende Biegemoment nicht in die Richtung eines der beiden Hauptträgheitsmomente fällt.

## Abgeleitete Größen

### Widerstandsmoment
Das Widerstandsmoment {\displaystyle W} kann man in der linearen Elastizitätstheorie verwenden, um die am Querschnitts-Rand auftretende größte Beanspruchung (Spannung) zu bestimmen. Es ist der Quotient aus dem Flächenträgheitsmoment und dem Abstand {\displaystyle a_{\max }} des Randes von der neutralen Faser:
{\displaystyle W:={\frac {I}{a_{\max }}}}

### Flächenträgheitsradius
Für geometrisch ähnliche Bauteile (z. B. Rechtecke mit gleichem Breiten/Höhen-Verhältnis) lässt sich auch der Flächenträgheitsradius mit der Dimension Länge definieren, mit dem man Körper vergleichen kann, die im Sinne des Flächenmomentes 2. Grades ähnlich sind:
{\displaystyle i_{y}:={\sqrt {I_{y} \over A}};\qquad i_{z}:={\sqrt {I_{z} \over A}}}
{\displaystyle i_{P}:={\sqrt {I_{P} \over A}}}
Der Flächenträgheitsradius wird oft „Trägheitsradius“ genannt, was aber Verwechslungsgefahr zum Streumassenradius birgt. Außerdem ist der Flächenträgheitsradius im Schlankheitsgrad {\displaystyle \lambda } enthalten.

#### Flächensteife / Flächensteifigkeit
Die selten verwendete Flächensteife (kein Formelzeichen), auch Flächensteifigkeit genannt, ist das Quadrat des Trägheitsradius bzw. der Quotient aus Flächenträgheitsmoment und Querschnittsfläche:
{\displaystyle \mathrm {Fl{\ddot {a}}chensteife} =i^{2}={\frac {I}{A}}}
Sowohl Flächensteife als auch Flächenträgheitsradius sollten für eine gute Materialausnutzung möglichst groß sein. Dies führt jedoch zu immer größeren, dünnwandigeren Objekten, die dann zunehmend beulgefährdet sind.

## Beispiele
Das Polare Trägheitsmoment 2. Grades ist {\displaystyle I_{p}=I_{y}+I_{z}}, sofern der Bezugspunkt des polaren Flächenmomentes im Schnittpunkt der y- und z-Achse liegt.
| Nr.                           | Fläche                                                                  | Axiales Flächenmoment 2. Grades                                                                                        | Axiales Flächenmoment 2. Grades | Bemerkungen |
| Nr.                           | Fläche                                                                  | um y-Achse | um z-Achse | Bemerkungen |
| ----------------------------- | ----------------------------------------------------------------------- | --- | --- | --- |
| 1: Rechteck                   | {\displaystyle A=b\cdot h}                                              | {\displaystyle I_{y}={\frac {b\cdot h^{3}}{12}}=A\cdot {\frac {h^{2}}{12}}}                                            | {\displaystyle I_{z}={\frac {h\cdot b^{3}}{12}}=A\cdot {\frac {b^{2}}{12}}}                                                                                | Das Quadrat kann als Spezialfall des Rechtecks mit {\displaystyle b=h} berechnet werden |
| 2: Dreieck                    | {\displaystyle A={\frac {a\cdot h}{2}}}                                 | {\displaystyle I_{y}={\frac {a\cdot h^{3}}{36}}={\frac {A\cdot h^{2}}{18}}}                                            | {\displaystyle I_{z}={\frac {h\cdot a^{3}}{48}}={\frac {A\cdot a^{2}}{24}}}                                                                                | Das oben gezeichnete gleichschenklige Dreieck ist im Allgemeinen nur um die z-Achse symmetrisch |
| 3: Kreisring                  | {\displaystyle A=\pi \cdot (R^{2}-r^{2})}                               | {\displaystyle I_{y}=I_{z}={\frac {\pi }{4}}\cdot (R^{4}-r^{4})={\frac {A}{4}}\cdot (R^{2}+r^{2})}                     | {\displaystyle I_{y}=I_{z}={\frac {\pi }{4}}\cdot (R^{4}-r^{4})={\frac {A}{4}}\cdot (R^{2}+r^{2})}                                                         | Der Kreis kann als Spezialfall des Kreisrings mit {\displaystyle r=0} berechnet werden. |
| 4: Ellipsenring               | {\displaystyle A=\pi \cdot (A\cdot B-a\cdot b)}                         | {\displaystyle I_{y}={\frac {\pi }{4}}\cdot (A\cdot B^{3}-a\cdot b^{3})}                                               | {\displaystyle I_{z}={\frac {\pi }{4}}\cdot (A^{3}\cdot B-a^{3}\cdot b)}                                                                                   | Das Verhältnis {\displaystyle n=A/B=a/b\geq 1} ist das Verhältnis der halben Achsen des Ellipsenringes und muss bei der Berechnung des polaren Flächenmomentes für die Ellipse am Innenrand gleich dem Verhältnis der Ellipse am Außenrand sein. Die Ellipse kann als Spezialfall des Ellipsenringes mit {\displaystyle a=b=0} betrachtet werden. |
| 5: Symmetrisches Trapez       | {\displaystyle A=(b_{1}+b_{2})\cdot {\frac {h}{2}}}                     | {\displaystyle I_{y}=h^{3}\cdot {\frac {(b_{1}+b_{2})^{2}+2\cdot b_{1}\cdot b_{2}}{36\cdot (b_{1}+b_{2})}}}            | {\displaystyle I_{z}={\frac {h}{48}}\cdot (b_{1}+b_{2})\cdot (b_{1}^{2}+b_{2}^{2})}                                                                        | |
| 6: Regelmäßiges n-Eck         | {\displaystyle A={\frac {n\cdot a^{2}}{4\cdot \tan {\frac {\pi }{n}}}}} | {\displaystyle I_{y}={\frac {n}{96}}\cdot a^{4}\cdot {\frac {2+\cos \alpha }{(1-\cos \alpha )^{2}}}\cdot \sin \alpha } | {\displaystyle I_{y}={\frac {n}{96}}\cdot a^{4}\cdot {\frac {2+\cos \alpha }{(1-\cos \alpha )^{2}}}\cdot \sin \alpha }                                     | {\displaystyle I_{y}} ist um alle Achsen gleich |
| 7: Kastenprofil               | {\displaystyle A=B\cdot H-b\cdot h}                                     | {\displaystyle I_{y}={\frac {1}{12}}\cdot (B\cdot H^{3}-b\cdot h^{3})}                                                 | {\displaystyle I_{z}={\frac {1}{12}}\cdot (B^{3}\cdot H-b^{3}\cdot h)}                                                                                     | |
| 8: I-Träger (Doppel-T-Träger) | {\displaystyle A=B\cdot H-b\cdot h}                                     | {\displaystyle I_{y}={\frac {1}{12}}\cdot (B\cdot H^{3}-b\cdot h^{3})}                                                 | {\displaystyle I_{z}={\frac {\left({H-h}\right)\cdot B^{3}+h\cdot \left({B-b}\right)^{3}}{12}}}                                                            | |
| 9: U-Profil                   | {\displaystyle A=B\cdot H-b\cdot h}                                     | {\displaystyle I_{y}={\frac {1}{12}}\cdot (B\cdot H^{3}-b\cdot h^{3})}                                                 | {\displaystyle I_{z}={\frac {(B-b)^{3}\cdot h+B^{3}\cdot (H-h)}{3}}-{\frac {[(B-b)^{2}\cdot h+B^{2}\cdot (H-h)]^{2}}{4\cdot [(B-b)\cdot h+B\cdot (H-h)]}}} | Für den Spezialfall mit gleicher Wandstärke {\displaystyle t} ergibt sich {\displaystyle I_{z}={\frac {b^{3}\cdot t}{6}}+{\frac {H\cdot t^{3}}{12}}+{\frac {B^{2}\cdot H\cdot b\cdot t^{2}}{2\cdot (2\cdot b\cdot t+H\cdot t)}}}. |
| (10: Kreis)                   | {\displaystyle A={\frac {\pi \cdot d^{2}}{4}}}                          | {\displaystyle I_{y}=I_{z}={\frac {\pi \cdot d^{4}}{64}}={\frac {A}{16}}\cdot d^{2}}                                   | {\displaystyle I_{y}=I_{z}={\frac {\pi \cdot d^{4}}{64}}={\frac {A}{16}}\cdot d^{2}}                                                                       | {\displaystyle I_{y}} ist um alle Achsen gleich |

Weitere Beispiele aus dem Lexikon der gesamten Technik:

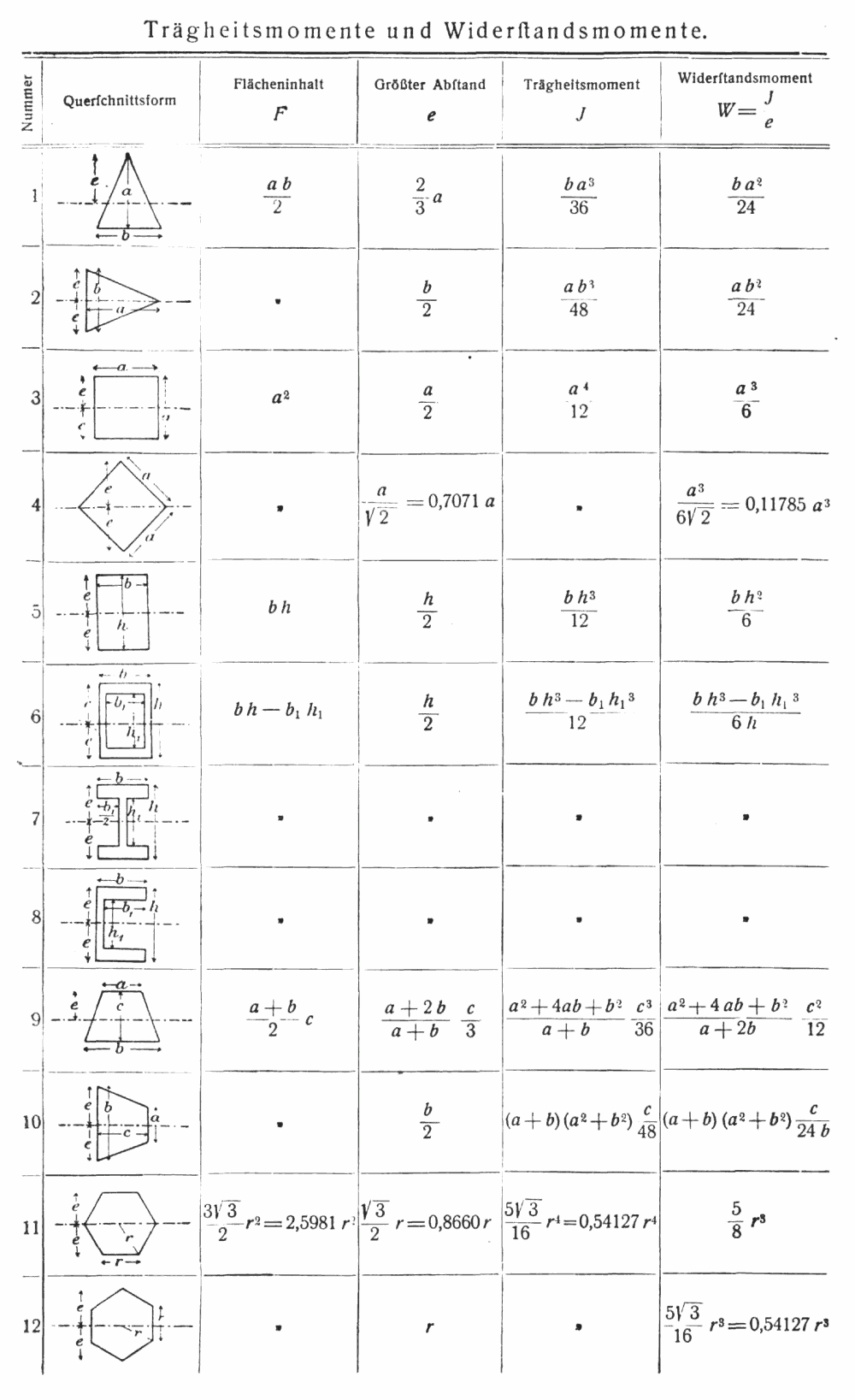
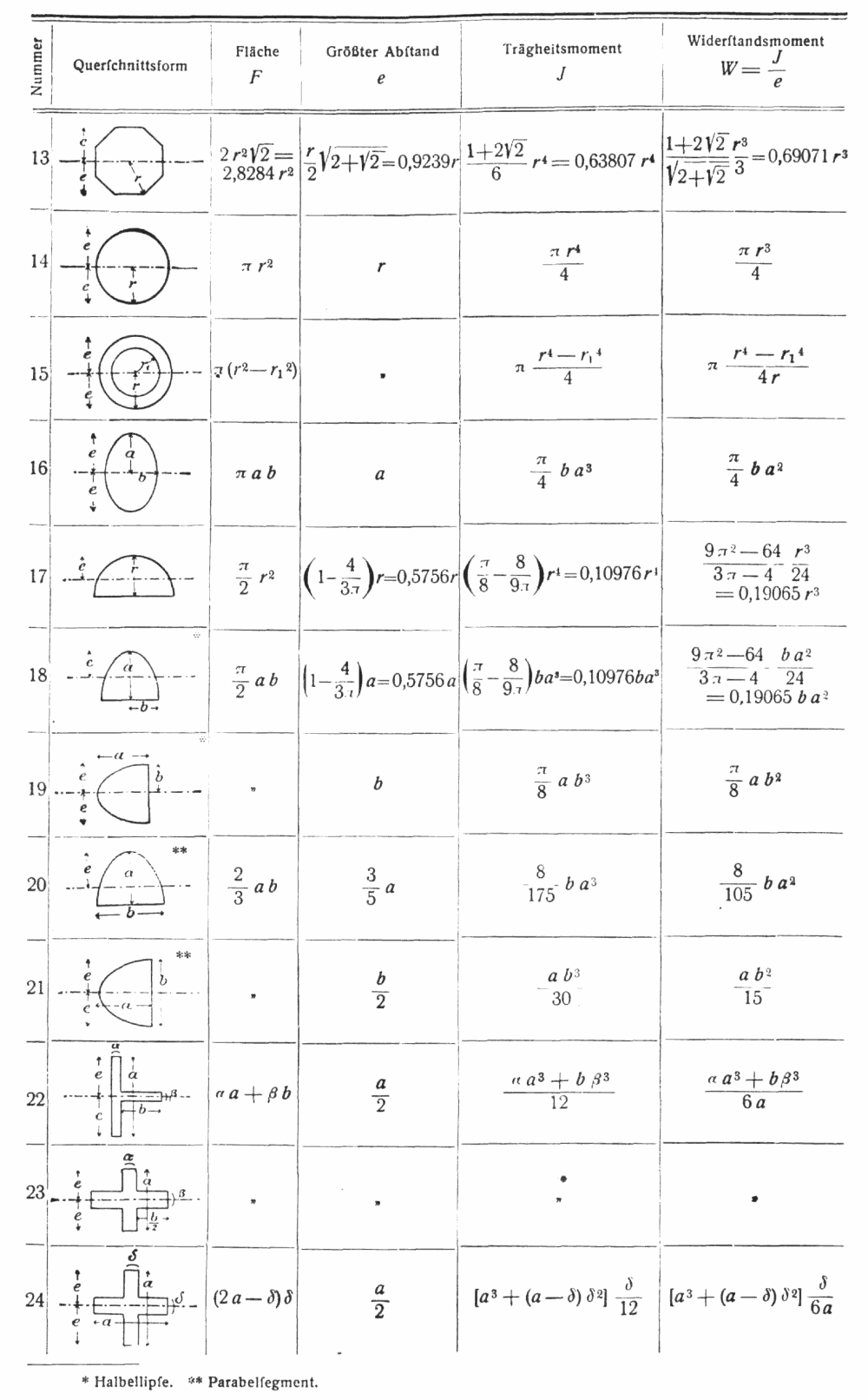
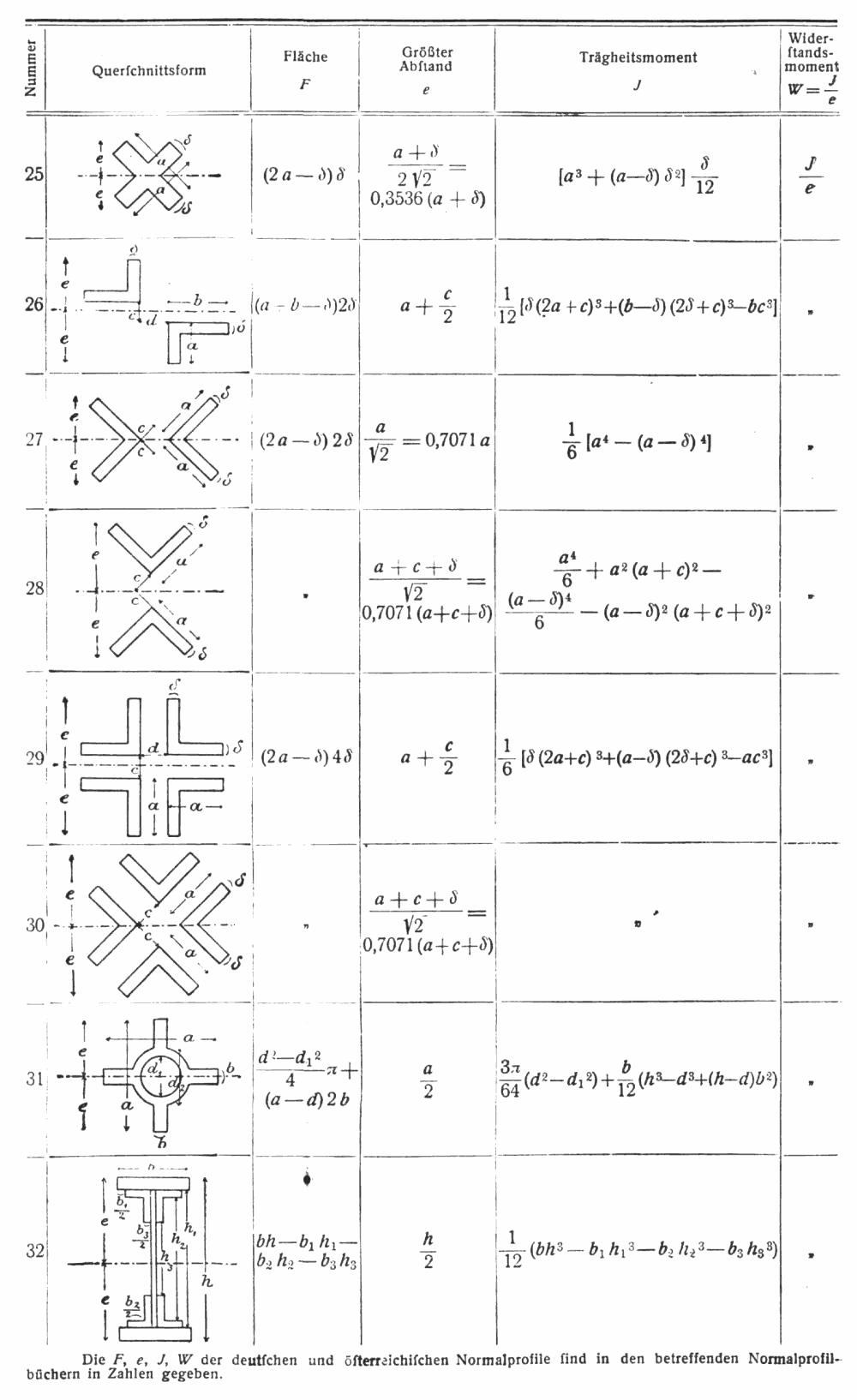

Beispiel gerechnet: Flächenträgheitsmoment eines Kreises mit Radius {\displaystyle R}

Rechteck mit Höhe h und Breite b

{\displaystyle I_{p}=\int \limits _{A}r^{2}\cdot dA=}
{\displaystyle =\int \limits _{0}^{R}r^{2}\cdot 2\cdot \pi \cdot r\cdot dr=}
{\displaystyle =2\cdot \pi \cdot \int \limits _{0}^{R}r^{3}\cdot dr=2\cdot \pi \cdot \left.{\frac {r^{4}}{4}}\right|_{0}^{R}={\frac {\pi }{2}}\cdot R^{4}}
Für den Kreis gilt: {\displaystyle I_{x}=I_{y}}
Allgemein gilt: {\displaystyle I_{p}=I_{x}+I_{y}}

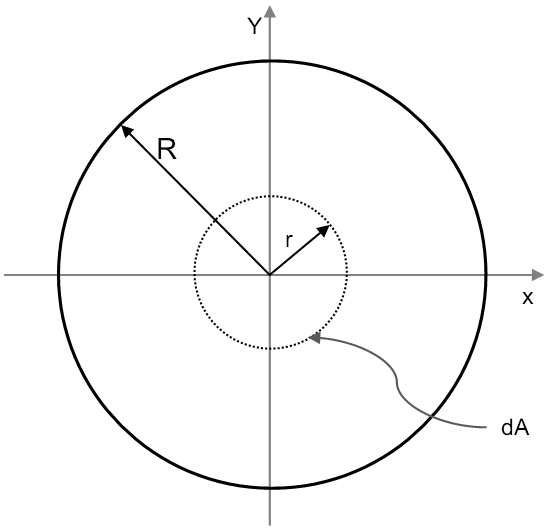
Skizze

Daher ergibt sich das axiale Flächenträgheitsmoment eines Kreises zu:
{\displaystyle I_{x}=I_{y}={\frac {I_{p}}{2}}={\frac {\pi }{4}}\cdot R^{4}}
Beispiel gerechnet: Flächenträgheitsmoment eines Rechtecks
Für {\displaystyle I_{y}}:
{\displaystyle {\begin{aligned}I_{y}&=\int _{A}z^{2}\,\mathrm {dA} =\int _{-{\frac {b}{2}}}^{\frac {b}{2}}\int _{-{\frac {h}{2}}}^{\frac {h}{2}}z^{2}\,\mathrm {dz\,dy} =\left.b\,{\frac {z^{3}}{3}}\,\,\right|_{(-{\frac {h}{2}})}^{\frac {h}{2}}={\frac {b}{3}}\left({\frac {h^{3}}{2^{3}}}-\left(-{\frac {h^{3}}{2^{3}}}\right)\right)={\frac {h^{3}b}{12}}\end{aligned}}}.
Für {\displaystyle I_{z}}: Mit {\displaystyle I_{z}=\textstyle \iint \limits _{A}y^{2}\mathrm {d} A} ergibt sich
{\displaystyle I_{z}=\int \limits _{-{\frac {b}{2}}}^{\frac {b}{2}}\int \limits _{-{\frac {h}{2}}}^{\frac {h}{2}}y^{2}\mathrm {d} z\,\mathrm {d} y}.
Das Ausführen der inneren Integration {\displaystyle \textstyle \int _{-h/2}^{h/2}y^{2}\mathrm {d} z} und danach der äußeren Integration führt schließlich auf {\displaystyle I_{z}}.
Innere Integration:
{\displaystyle \int \limits _{-{\frac {h}{2}}}^{\frac {h}{2}}y^{2}\mathrm {d} z=\,y^{2}\int \limits _{-{\frac {h}{2}}}^{\frac {h}{2}}\mathrm {d} z=y^{2}\left({\frac {h}{2}}+{\frac {h}{2}}\right)=y^{2}h}.
Äußere Integration:
{\displaystyle I_{z}=\int \limits _{-{\frac {b}{2}}}^{\frac {b}{2}}y^{2}h\,\mathrm {d} y=\,h\int \limits _{-{\frac {b}{2}}}^{\frac {b}{2}}y^{2}\,\mathrm {d} y=2h{\frac {(b/2)^{3}}{3}}={\frac {hb^{3}}{12}}}.

## Moment (Integration)
Momente sind in Naturwissenschaften und Technik Kenngrößen einer Verteilung, welche die Lage und Form dieser Verteilung beschreiben. Sie werden durch Integration über die mit einem potenzierten Abstand gewichteten Verteilung berechnet. In diesem Sinne ist das Flächenträgheitsmoment mit dem Massenträgheitsmoment verwandt.